# レオンディング
レオンディング（Leonding）は、オーストリアのオーバーエスターライヒ州リンツの南西に位置する都市である。人口は約25,689人（2012年1月の国勢調査）を数え、また24.05 km2の面積がある。北はプヘナウとドナウ川、西にヴィルヘリングとパッシング、南にトラウン、東はリンツと接している。
リンツにごく近く、アルプスの美しい景色を眺めることができ、そしてまた独自に多くのインフラストラクチャーを準備しなくても生活できることから、上流社会階級を魅了している。便利な交通機関を利用（オーストリア西部鉄道、西アウトバーン、B1 ヴィーナー通り、リンツ空港）することができることから、ローゼンバウアー、エブナー工業炉社、ポロプラスト社またはノイゾン社のような企業を引き付けている。加えてもう一つの主要な雇用主はUNOショッピングセンター（勤め人は約850人）である。
1898年から1905年にかけて、アドルフ・ヒトラーはレオンディングに住んでいた。ヒトラーはまず地元の小学校に通学し、その後リンツ近郊のギムナジウムに通学した。ヒトラーの両親アロイスとクララの墓地がレオンディングにある（2012年3月28日に一部だけ撤去された）。そこにはヒトラーの弟エドムントも埋葬されていた。1938年にヒトラーは両親の墓参りをした。 1903年、ヒトラーの父はレオンディングのバーでワインをグラスで飲んでいたときに死亡した。
レオンディングは22の地域に分けられている。
- アイヒベルク
- アルハルティング
- ベルク
- ベルクハム
- ブーフベルク
- ドッポル
- エンツェンヴィンクル
- フェリイング
- フリーゼンエッグ
- ガウムベルク
- ハーグ
- ハルト
- ホルツハイム
- イムベルク
- イェッツイング
- レオンディング
- ライト
- ルーフリング
- ザンクトイジドール
- スタウドッホ
- ウンターガウムベルク
- ツァウベルタル

## 参考
1. ↑  Statistik Austria - Bevölkerung zu Jahres- und Quartalsanfang, 2012-01-01